# Неосюрреализм
Неосюрреализм или нео-сюрреализм (от др.-греч. νέος — «новый» и фр. surréalisme — «сверх-реализм») — это художественное направление, которое иллюстрирует фантазии или подсознательные видения в сложных и иррациональных комбинациях пространства и форм.

## Неосюрреалистическое движение

### История

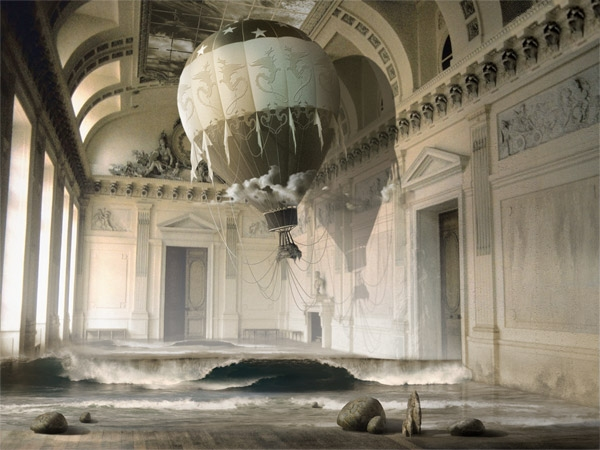
«Сердечный приступ» (2006), Джорж Грие

Термин «неосюрреализм» был дан повторному появлению хорошо известного сюрреалистического движения в конце 1970-х годов. В начале это движение сосредоточилось на связи сюрреализма и поп-арта, но позже современные художники открыли другие направления внутри этого жанра, направления, похожие на фантастику, мистику и фэнтези-арт. Неосюрреализм часто называли современным сюрреализмом, по причине визуального сходства этих двух жанров. Однако, главное различие между этими жанрами в том, что неосюрреализм не включает в себя оригинальную идею сюрреализма — свободу над рациональным контролем или духовный автоматизм, провозглашенный Андре Бретон в его «Манифесте сюрреализма».

### Движение
Любое артистическое движение — это направление или стиль в искусстве с определённой философией или целью, которому группы художников следуют в течение ограниченного периода времени. Подобное определение трудно применить к неосюрреализму, так как он не имеет определённого основоположника или группы последователей. Движение до сих пор не имеет чёткого определения, но оно стремительно развивается, каждый день добавляя всё больше профессионалов и энтузиастов-любителей. Как уже упоминалось, сфера неосюрреализма очень запутана и спорна, и пока не существует универсального согласия в том, что же включает в себя неосюрреализм. Даже имя само по себе нестабильно, и меняет своё значение в зависимости от того, кто, где, когда и в какой ситуации его использует. Так или иначе, многочисленные проблемы с определением «что есть» неосюрреализм — всего лишь спорный вопрос, главное — то, что это отражает живую, постоянно развивающуюся межжанровую природу неосюрреалистического движения.

### Искусство
Неосюрреализм и реализм в искусстве — это визуальные драмы, противоположные друг другу. Неосюрреализм выражает внутреннее, часто поэтическое состояние души, отображённое в иррациональных и зачастую парадоксальных комбинациях пространства и форм. Реализм же, с другой стороны, представляет объективность и направлен рациональным пониманием и восприятием вещей.

## Родственные стили
- Фантастический реализм
- Виженари арт
- Психоделическое искусство
- Ар брют (Аутсайдер-арт)